# 雪丸美歩
雪丸 美歩（ゆきまる みほ）は、日本のシンガーソングライター。

## 来歴
女子高生の時にラトルスネイクというバンドで、TEENS' MUSIC FESTIVALの福岡ブロック大会に出演した際に評価され、福岡ブロック代表として全国大会へ出場する。
1992年、MISERYというバンドで第3回BSヤングバトル全国大会に出場し、グランプリを受賞。
1995年6月、ソロとしてビクターエンタテインメントから1stシングル「誰にも譲れない愛がある」でデビューした。

## タイアップ一覧
| 使用年 | 曲名                   | タイアップ                                                       |
| ------ | ---------------------- | ---------------------------------------------------------------- |
| 1995年 | 誰にも譲れない愛がある | テレビ東京系『地図をひろげて』エンディングテーマ                 |
| 1995年 | 誰にも譲れない愛がある | NHK-FM『ミュージック・スクエア』1995年8・9月度オープニングテーマ |
| 1996年 | 世界で一番のKISS       | テレビ東京系『素敵にこだわり』エンディングテーマ                 |